# 莫爾斯 (伊利諾伊州)
莫爾斯（英語：Morse）是位於美國伊利諾伊州斯塔克縣的一個非建制地區。該地的面積和人口皆未知。

## 地理
莫爾斯的座標為41°13′49″N 89°38′42″W / 41.23028°N 89.64500°W，而該地的平均海拔高度為230米（即755英尺）。